# 119 v.Chr.
119 v.Chr. is een jaartal volgens de christelijke jaartelling.

## Gebeurtenissen

### Italië
- In Rome worden Lucius Aurelius Cotta en Lucius Caecilius Metellus Dalmaticus, door de Senaat aangesteld tot consul in het Imperium Romanum.
- Gaius Papirius Carbo, Romeins redenaar, wordt door de optimates beschuldigd van moord op een senator en pleegt zelfmoord.

### Europa
- Koning Digueillus (119 - 113 v.Chr.) volgt zijn vader Capoir op als heerser van Brittannië.

### Klein-Azië
- De 13-jarige Mithridates VI (119 - 63 v.Chr.) bestijgt als koning de troon van Pontus.

### Azië
- De Chinese ontdekkingsreiziger, Zhang Qian, wordt voor een tweede keer op een missie naar het Westen gestuurd. Hij vertrekt met een delegatie (± 300 man) naar Dunhuang en neemt in de stoet grote hoeveelheden goud, zijde en andere geschenken mee. Zhang, stuurt afgezanten naar India en Parthië om informatie over deze gebieden te verzamelen.
- In China moeten 700.000 mensen naar het noorden verhuizen nadat de rivier de Yangtze uit haar oevers treedt. Dit zorgt voor belastingskwijtschelding voor de slachtoffers.
- Keizer Han Wudi voert een staatsmonopolie in op graan, sterke drank, ijzer en zout. Dit om de macht van de handelaren in het Chinese Keizerrijk te beperken.

## Overleden
- Gaius Papirius Carbo (~164 v.Chr. - ~119 v.Chr.), Romeins redenaar en staatsman (45)